# Proband
En génétique, le proband (du latin probare - tester) désigne la personne atteinte de la maladie génétique à partir de laquelle on fait le conseil génétique. 